# Milices des troupes territoriales
 (juillet 2025).
Les milices de troupes territoriales (en espagnol : Milicias de Tropas Territoriales, MTT) sont une milice nationale populaire cubaine formée de volontaires, créée le 1er mai 1980 (Fête des travailleurs) et placée sous le commandement du ministère des Forces armées révolutionnaires de Cuba (MINFAR), sa création a marqué le début de l'adoption officielle à Cuba de la doctrine militaire de la guerre populaire, qui est restée en vigueur depuis,. À l'instar de la Milice nationale révolutionnaire (MNR) du début des années 1960, la formation du MTT a renforcé la notion de volonté populaire de défendre la révolution cubaine. La milice est une force à temps partiel armée d'armes légères.
De loin la plus grande force paramilitaire, la MTT est organisée en environ 200 régiments comprenant environ 1 000 bataillons, avec un nombre nominal d'un million de réservistes. Principalement une force d'infanterie, le MTT comprend des unités montées et quelques éléments d'artillerie et anti-aériens.

## Allocation
La majorité des membres du MTT sont des femmes, des personnes âgées ou des retraités. Les adolescents trop jeunes ou qui n'ont pas encore été appelés au service militaire sont également éligibles pour rejoindre le MTT, tout comme les hommes qui ne sont pas tenus de servir comme réservistes.
Le MTT est passé de 500 000 membres en 1982 à 1,2 million au milieu de 1984. La taille de la force est restée autour d'un million malgré la crise économique.
La mission du MTT en cas de crise serait de combattre aux côtés des militaires des forces armées régulières et de les remplacer ; contribuer à protéger les infrastructures stratégiques telles que les ponts, les routes et les voies ferrées ; et prendre toute autre mesure qui pourrait être nécessaire pour immobiliser, épuiser ou, à terme, détruire l'ennemi « impérialiste » ; à l'instar de la défaite de la Brigade d'assaut 2506 lors de l'invasion de la Baie des Cochons.
Au début des années 1980, les membres du MTT étaient fortement impliqués dans la construction de tunnels à travers le pays, qui serviraient de refuges contre les explosions de la population en cas d'attaque militaire ennemie.
En raison des difficultés économiques persistantes de Cuba au cours des années 1990, le temps que les membres du MTT ont consacré à la formation et à la préparation de leurs diverses activités liées à la défense nationale a été réduit. Cette réduction comprend une réduction du temps que les membres du MTT consacrent à la réalisation d'exercices militaires et de manœuvres conjointes avec les troupes régulières des Forces armées révolutionnaires cubaines (FAR).

## Financement
Le MTT est soutenu par le budget de la défense du MINFAR, ainsi que par des dons « volontaires » des citoyens. La majorité de ces dons proviennent de cotisations salariales, qui sont payées par des retenues hebdomadaires sur les salaires des travailleurs. Selon le MINFAR, entre 1981 et 1995, les dépenses engagées pour la formation du MTT ont atteint une moyenne d'environ 35 millions de pesos cubains par an. Durant cette même période, les contributions populaires à la milice populaire s'élevaient en moyenne à environ 30 millions de pesos par an. Un peu plus de la moitié des dépenses de formation ont été allouées à l’achat d’ustensiles d’étude et autres matériels de formation ; un peu plus du tiers se sont consacrés à l'achat d'armes à feu, de matériel de communication, d'uniformes et de pièces de rechange. D'autres organisations établissent également des objectifs de financement annuels en ce qui concerne leurs propres contributions au MTT, parmi lesquelles les Comités de défense de la révolution (CDR), la Fédération des femmes cubaines (FMC), l'Association nationale des petits agriculteurs (ANAP), et même l'Organisation des Pionniers José Martí (OPJM).
Conformément aux réformes de répartition des fonds du MTT effectuées dans le système en 1995, les fonds collectés pour le MTT n'étaient plus envoyés sur un compte du gouvernement central, mais restaient au sein de chaque municipalité cubaine pour soutenir les activités locales du MTT. Malgré les difficultés économiques du pays, le montant des fonds collectés grâce aux contributions populaires au MTT a continué d'augmenter après le début de la période spéciale au début des années 1990. En 1995, le MINFAR ne payait que 14 % des dépenses totales de MTT.